# Боровичи (Гомельская область)
Боровичи (бел. Баравічы; до 30 июля 1964 года — Грязливо) — упразднённая деревня в Кировском сельсовете Наровлянского района Гомельской области Беларуси.
В связи с радиационным загрязнением после катастрофы на Чернобыльской АЭС жители (51 семья) переселены в 1986 году в чистые места, преимущественно в Жлобинский район.

## География

### Расположение
На территории Полесского радиационно-экологического заповедника.
В 35 км на юг от Наровли, 60 км от железнодорожной станции Ельск (на линии Калинковичи — Овруч), 203 км от Гомеля, 0,5 км от границы с Украиной.

## Транспортная сеть
Транспортные связи по просёлочной, а затем автодороге Углы — Чапаевка. Планировка состоит из чуть изогнутой улицы, ориентированной с юго-запада на северо-восток и застроенной двусторонне деревянными усадьбами.

## История
Основана в начале XX века переселенцами из соседних деревень в результате осуществления столыпинских реформ. Наиболее активная застройка приходится на 1920-е годы. В 1931 году организован колхоз «Победа», работала кузница. В 1938 году в деревню переселены жители хутора Валёры, Секерки, Знайды, Вовчковцы, Львинские, Руденцово, в 1964 году — деревни Грязливо. Во время Великой Отечественной войны 22 жителя погибли на фронте, действовала подпольная группа (руководитель А. Макаренко). В 1986 году входила в состав совхоза «Партизанский» (центр — деревня Углы). Имелась начальная школа, магазин.

## Население

### Численность
- 1986 год — жители (51 семья) переселены.

### Динамика
- 1959 год — 251 житель (согласно переписи).
- 1986 год — 51 двор, 117 жителей.
- 1986 год — жители (51 семья) переселены.